# 巴尔莱塞普瓦斯
巴尔莱塞普瓦斯（法語：Bard-lès-Époisses，法語發音：[baʁ lɛ.z‿epwas]，意为“埃普瓦斯附近的巴尔”）是法国科多尔省的一个市镇，属于蒙巴尔区。

## 地理
巴尔莱塞普瓦斯（47°31'53"N, 4°12'57"E）面积3.54 平方千米，位于法国勃艮第-弗朗什-孔泰大區科多尔省，该省份为法国中东部省份，北起奥布省，西接涅夫勒省和约讷省，南至索恩-卢瓦尔省，东南接汝拉省，东临上索恩省，东北部与上马恩省接壤。
与巴尔莱塞普瓦斯接壤的市镇（或旧市镇、城区）包括：科尔桑、托尔西和普利尼、科龙布勒、热莱巴尔。

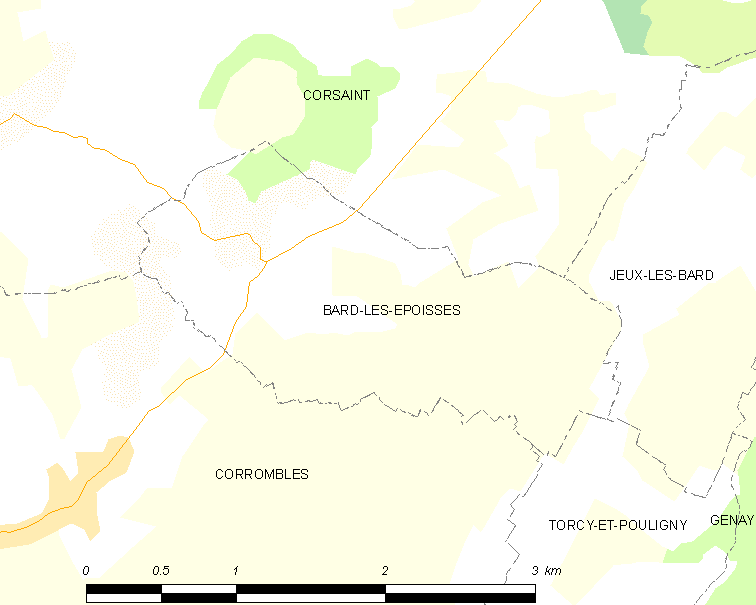
巴尔莱塞普瓦斯的OSM定位图

巴尔莱塞普瓦斯的时区为UTC+01:00、UTC+02:00（夏令时）。

## 行政
巴尔莱塞普瓦斯的邮政编码为21460，INSEE市镇编码为21047。

## 政治
巴尔莱塞普瓦斯所属的省级选区为欧苏瓦地区瑟米尔县。

## 人口

1962-2008年间巴尔莱塞普瓦斯人口变化图示

巴尔莱塞普瓦斯于2022年1月1日时的人口数量为72人。